# 清水大橋 (富山県)
清水大橋（しょうずおおばし）は、富山県砺波市および富山市の庄川水系和田川に架かる富山県道25号砺波細入線の橋である。
砺波市井栗谷（中尾） - 富山市山田清水間の交通困難箇所（幅員4m、屈曲によるすれ違い困難および冬期交通の危険）を回避するために建設された。

## 概要
- 左岸：富山県砺波市井栗谷
- 右岸：富山県富山市山田清水
- 橋長 - 143 m（前後取り付け道路含め520 m）[1]
- 幅員 - 8.5 m[1]
- 車線数 - 2車線[1]
- 着工 - 1996年（平成8年度）
- 竣工 - 2001年（平成13年）8月7日
- 総工費 - 約14億円[1]